# Никола Стипич
Никола Стипич (сербохорв. Nikola Stipić / Никола Стипић, нар. 18 грудня 1937, Бихач) — югославський футболіст, що грав на позиції півзахисника за клуб «Црвена Звезда», а також національну збірну Югославії.
Чотириразовий чемпіон Югославії. Триразовий володар кубка Югославії

## Клубна кар'єра
Никола Стипич народився 18 грудня 1937 року в Бихачі, та розпочав займатися футболом у групі підготовки «Црвени Звезди», а в дорослому футболі дебютував 1956 року виступами у дорослій команді клубу. Протягом усієї своєї кар'єри гравця, що тривала вісім років, виступав у складі «Црвени Звезди». За час виступів разом із командою став чотириразовим чемпіоном країни та триразовим володарем кубка Югославії. У 1964 році завершив виступи у зв'язку з травмою коліна, яку отримав у двадцятип'ятирічному віці. Досі залишається одним з найкращих правих крайків в історії «зірки». Після завершення виступів працював журналістом в газеті «Вєчерніє Новості».

## Виступи за збірну
19 вересня 1962 року дебютував у складі національної збірної Югославії в товариському матчі зі збірною Ефіопії (5-2), замінивши на 75-й хвилині Владимира Лукарича. Цей матч виявився єдиним у складі головної збірної країни. 
Перебував у складі збірної на чемпіонаті світу 1962 року у Чилі, проте на поле не виходив.

## Титули і досягнення
- Чемпіон Югославії (4):

«Црвена Звезда»: 1957, 1959, 1960, 1964
- Володар кубка Югославії (3):

«Црвена Звезда»: 1958, 1959, 1964